# Pierre-Marie Coty
Pierre-Marie Coty (ur. 22 listopada 1927 w Anyama, zm. 17 lipca 2020) – iworyjski duchowny rzymskokatolicki, w latach 1976–2005 biskup Daloa.

## Życiorys
Święcenia kapłańskie przyjął 19 lipca 1955. 20 listopada 1975 został prekonizowany biskupem Daloa. Sakrę biskupią otrzymał 4 stycznia 1976. 22 marca 2005 przeszedł na emeryturę.
Jest autorem słów hymnu Wybrzeża Kości Słoniowej.